# Henry H. Chambers
Henry H. Chambers (Kenbridge, 1790. október 1. – Kenbridge, 1826. január 24. vagy 1826. január 27.) az Amerikai Egyesült Államok szenátora (Alabama, 1825–1826).